# 高知県自動車学校
高知県自動車学校（こうちけんじどうしゃがっこう）は株式会社ケーディエスが運営する高知県高知市にある高知県公安委員会指定の指定自動車教習所。高知県安芸市の安芸自動車学校、愛媛県上浮穴郡のくま高原ドライビングスクール、鹿児島県指宿市の指宿中央自動車学校、広島県江田島市の江田島自動車学校は姉妹校（同グループの自動車学校）である。

## 所在地
- 高知県高知市一宮中町三丁目1番2号[1]

所在地名称より、通称として「一宮・高知県自動車学校」と呼称されており、一宮（いっく）と略されることが多い。これに対して本校と類似した名称を持つ高知自動車学校は、鏡川・高知自動車学校と称している。

## 沿革
太平洋戦争中、高知県下では戦争の影響で自動車台数が減少し、実働可能な台数は1945年7月時点で旅客用・貨物用合わせて360台であった。しかし終戦後、戦後の混乱が収束に向かうにつれ自動車台数は増加、1946年には1255台、1948年には2245台と戦前の最高値（1938年、1784台）を上回り、自動車運転者の養成施設に対する需要が高まっていた。このような状況を背景に1949年、高知県交通安全協会の定期総会において協会による自動車学校の開設が提案されたが、資金難により否決された。また当時、高知市通町で「高知県自動車学校」の名称を用い運転者を養成していた秋山俊行からは学校を協会で引き取って運営するよう申し入れがあり、1952年の常任委員会で協議されたが、秋山の学校は施設が不完全で、現在地では拡張も困難、として申し入れは受け入れられなかった。
しかし交通安全協会による自動車学校運営を求める声は強く、1953年に常任委員会で再度協議の結果、協会による自動車学校の設置が決議された。設置は秋山の「高知県自動車学校」を1953年7月31日付で協会に譲渡する形を取り、協会は礼金として10万円を秋山に支払うものとした。校地としては高知市一宮の自動車試験場に隣接する農地を確保、試験場の建物を一部借用しながら校舎や練習場の整備が進められた。教官は秋山の学校から一名を採用、職員は高知県合同運送の従業員一名を採用するほか協会職員の配置換えにより確保し、さらに交通課警察官の協力を得るなどして、運営の体制が整った。初代校長は国家地方警察本部警ら交通課長の坂本和徳が兼務した。
こうして1953年8月1日、高知県自動車学校は開校した。当時は県下唯一の自動車運転者養成施設であった。同年には従来国家地方警察高知県本部の警備部警ら交通課内に置かれていた交通安全協会も、高知県庁内の警察本部の西隣に「交通会館」を新築し、7月に落成式を迎えたところであった。開校初年は355人、翌年からは毎年約700人を養成した。1958年には高知商工会議所の要請により夜間部も開設された。同年には初代校長の坂本和徳が専任校長として再任、それまでは国警警ら交通課長が校長を兼務する体制が続いていたが、以降は専任校長による運営となった。
1960年、道路交通法の施行により施設が公安委員会の新基準に適合せず、また現在地での拡張も困難であることが判明し、高知県自動車学校は移転を迫られることになった。校長の坂本和徳は現在地から200m程度離れた場所に4678坪の用地を確保し移転に着手した。工事は1963年9月に開始され、同年末には木造2階建校舎、整備工場などが完成した。このうち整備工場の建物はちょうど同じ時期に県庁舎の増築により立ち退きを迫られていた交通会館の建物を移築して作られたものであった。これにより高知県自動車学校は県内で初めて公安委員会の公認指定を受け、翌1964年1月より新施設による教習が開始された。新施設による運営開始後は生徒数が激増し、毎年2000人程度を養成した。
しかしこの校舎も老朽化が進んで建て替えられることになり、1990年12月に鉄筋コンクリート3階建の新校舎が完成した。1995年には隣接地を購入して二輪車コースも新設された。この間、生徒数は1000人以上を維持していたが、競合校の増加や少子化などの影響で生徒数は年間750人程度（2011年）にまで減少した。それでも黒字経営は維持していたものの、民業圧迫であるとの批判もあり、2012年に安芸自動車学校に経営が引き継がれた。
- 1953年7月31日 : 開校。

## 教習科目
以下の教習科目を設けている。1970年からは身体障害者の受け入れを開始し、手話が使える教官による聴覚障害者の教習実績もある。ペーパードライバー、法人向けの講習も行っている。
- 普通自動車（MT・AT）
- 普通自動二輪車（MT・AT）（普通(400cc)・小型(125cc)）
- 大型自動二輪車（MT・AT）
- 準中型自動車
- 中型自動車
- 大型自動車
- 大型特殊自動車
- けん引自動車
- 普通自動車第二種免許
- 大型自動車第二種免許
- 限定解除（AT・中型8t）

## 交通
- JR高知駅よりスクールバスで8分またはとさでん交通領石行き・南国オフィスパーク行き・医大病院行き・トーメン団地行きバスで「自動車学校前」バス停下車
- JR土佐一宮駅より徒歩12分